# Melinaea cocana
Melinaea cocana är en fjärilsart som beskrevs av Richard Haensch 1903. Melinaea cocana ingår i släktet Melinaea och familjen praktfjärilar. Inga underarter finns listade i Catalogue of Life.